# Tyson T-Bone
Thomas Clifford (* 9. Juni 1981 in Worcester, England) ist ein englischer Wrestler. Er stand zuletzt bei der WWE unter Vertrag und trat regelmäßig in deren Show NXT UK auf.

## Wrestling-Karriere

### Independent-Ligen (seit 2007)
Clifford gab sein Debüt am 25. Januar 2007 bei Welsh Wrestling und verlor gegen Ashley Steel. Hiernach begann er bei Irish Whip Wrestling zu ringen. Sein Debüt-Match am 30. Juni 2007 verlor er. Nach seinen ersten Siegen bei Irish Whip entschied er sich, auch für andere Promotions anzutreten. Er fing an für Promotions wie Celtic Wrestling, SAS Wrestling, International Pro Wrestling United Kingdom, Alternative Wrestling World und Preston City Wrestling und viele mehr zu kämpfen. In dieser Zeit konnte er viele Titel erringen.

### World Wrestling Entertainment (2017–2022)
Sein erstes Match für die WWE bestritt er am 14. Januar 2017. Er war einer der 16 Teilnehmer, welche um den WWE United Kingdom Championship kämpften. Er verlor jedoch schon in der ersten Runde gegen Wolfgang. Sein nächstes Match bestritt er am 4. Mai 2017, er tat sich mit Joseph Conners und Pete Dunne zusammen, jedoch verloren sie gegen Trent Seven, Tyler Bate und Wolfgang. Seinen ersten Sieg errang er am 6. Mai 2017, hier besiegte er Dan Moloney. Für den Rest des Jahres bestritt er Tag Team Matches, welche er jedoch alle verlor. 2018 bestritt er erneut ein Tag Team Match, jedoch musste er hier erneut eine Niederlage einstecken. Am 25. August 2018 gewann er gegen Jake Constantinou. In der nächsten Nacht verlor er gegen Dave Mastiff. Am 24. November 2018 gewann er zusammen mit Saxon Huxley sein erstes Tag Team Match in der WWE. Sie besiegten hierfür Jack Starz & Tucker. 2019 verlor er Tag Team Matches gegen Imperium und The Hunt. Am 1. September 2019 verlor er gegen Travis Banks. Im Oktober 2019 verlor er dann noch ein Einzelmatch gegen Joe Coffey. 2020 bestritt er Matches gegen Ridge Holland, Amir Jordan und Ashton Smith & Oliver Carter, in diesen Matches konnte er keinen Sieg erringen. Am 18. August 2022 wurde bekannt gegeben, dass er von der WWE entlassen wurde.

## Titel und Auszeichnungen
- Target Wrestling
  - Target Wrestling Championship (1×)

- Southside Wrestling Entertainment
  - SWE World Heavyweight Championship (1×)

- Pro Evolution Wrestling
  - Pro Evolution Heavyweight Championship (3×)

- Preston City Wrestling
  - PCW Tag Team Championship (2×) mit Rampage Brown
  - PCW Heavyweight Championship (3×)

- Grand Pro Wrestling
  - GPW Tag Team Championship (1×) mit Craig Kollins
  - GPW Heavyweight Championship (1×)
  - GPW British Championship (1×)

- FutureShock Wrestling
  - FSW Tag Team Championship (1×) mit Chris Ridgeway
  - FSW Championship (1×)

- Celtic Wrestling
  - CW Heavyweight Championship (1×)

- Attack! Pro Wrestling
  - Attack! 24:7 Championship (1×)